# Mazda Premacy
Le Mazda Premacy est un monospace produit par Mazda de 1999 à 2018 en trois générations. La seconde génération puis la troisième génération sont vendues aussi à l'international sous le nom de Mazda 5.

## Première génération (1999 - 2005)
La première génération de Premacy est apparue en 1999. Face aux Renault Scénic, Citroën Xsara Picasso et Opel Zafira, monospaces vedettes du marché, le Premacy a du mal à s'imposer. Pourtant, il offre un bon comportement routier, une modularité fort convaincante, un habitacle spacieux, avec cinq sièges individuels, et un bon équipement.

### Motorisations
La gamme ne comprend que deux moteurs : le 1.8 L essence de 100 ch avec boîte mécanique, qui atteint 115 ch lorsqu'il est équipé d'une boîte automatique, et le 2 L turbo-diesel DiTD, dont la puissance est passée de 90 à 100 ch.

## Seconde génération (2005 - 2010)

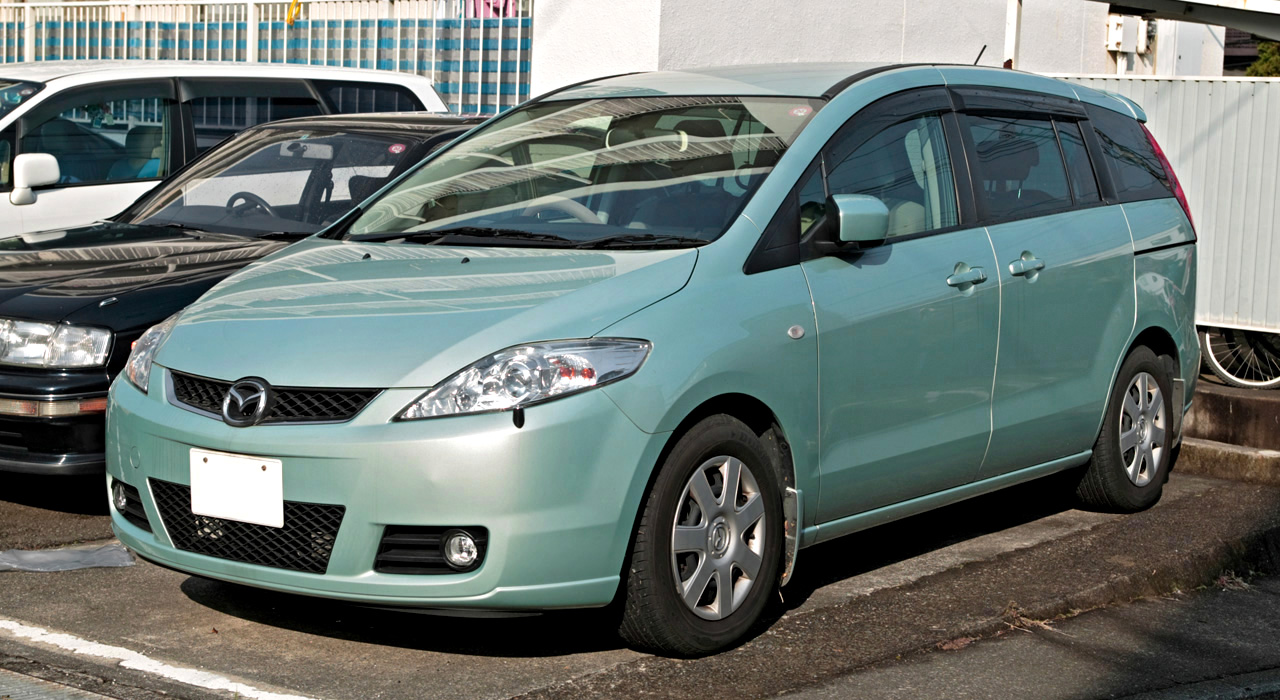
Mazda Premacy II

## Troisième génération (2010 - 2018)

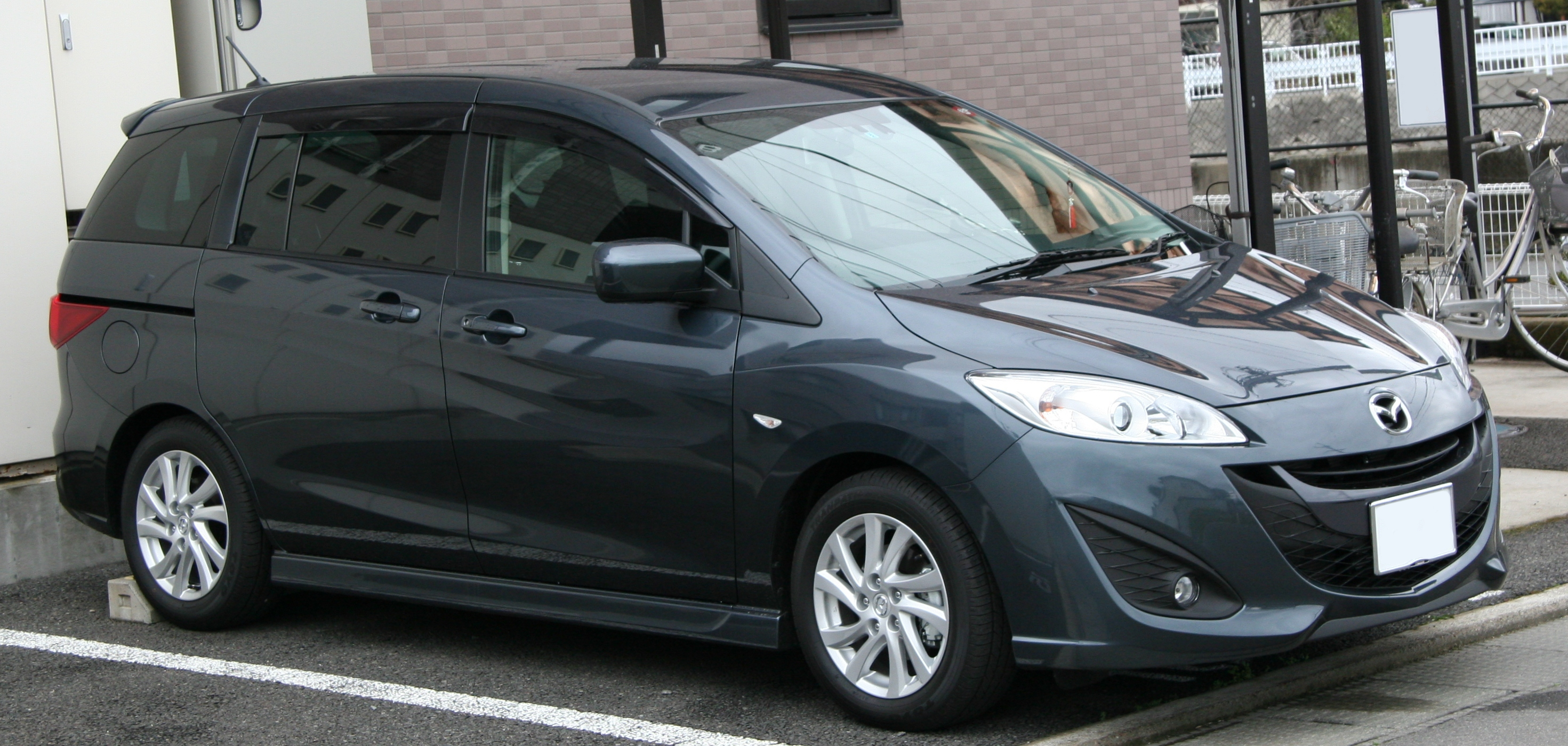
Mazda Premacy III